# كاربونيروس
بلدية كاربونيروس (بالإسبانية: Carboneros) هي بلدية تقع في مقاطعة خاين التابعة لمنطقة أندلوسيا جنوب إسبانيا.

## الديموغرافيا
بلغ عدد سكان بلدية كاربونيروس 661 نسمة عام 2011 (وفقاً للمعهد الوطني للإحصاء الإسباني).
| 700 | 681 | 676 | 680 | 674 | 663 | 661 |